# Antun Grabar
Antun Grabar (Poreč, 26. siječnja 1883.   - Škaljari (Boka kotorska), 11. veljače 1918.), jedan od vođa pobune mornara u Boki kotorskoj.

## Život
Zanimanjem konobar, od 1905. služi u austrougarskoj mornarici. O njegovom životu ima malo podataka.

## Pobuna i smrt
Četvorica mornara su vodili pobunu i to troje Hrvata: 
- Antun Grabar iz Poreča, mornar,
- Jerko Šižgorić iz Žirja kod Šibenika, topnik,
- Mate Brničević iz Krila Jesenica kod Omiša, topnik,

kao i Čeh František Raš. Svi su osuđeni na smrtnu kaznu i strijeljani su 11. veljače u 7 sati u Škaljarima, kraj Kotora.
Poznati cetinjski književnik i povjesničar Niko Simov Martinović zapisao je izjavu don Nike Lukovića koji je ispovjedio i pripremio mornare osuđene na smrt.
"Od uznemirenosti nijesam spavao. Točno u 5 sati ujutro bio sam u koridoru zatvora na prvom katu s članovima prijekog vojnog suda. Doveli su četiri osuđena mornara kojima je predsjednik suda, koliko se sjećam potpukovnik auditor (vojni sudac) Milota, pročitao presudu. Na to je František Raš doviknuo: 'Ta presuda je pucanje na pravdu!' Zatim su trojica mornara odvedeni u jednu zatvorsku ćeliju, a Mate Brničević u samicu. Predsjednik suda mi se obratio: 'A sada, velečasni gospodine, vaša je dužnost osuđene pripraviti na smrt i olakšati im zadnje sate života'. Najprije su me odveli u ćeliju gdje su bili Raš, Šižgorić i Grabar. Šižgorić je od ljutine razderao bluzu i jedno dugme s njegove bluze doletjelo mi je na oko i razbilo mi staklo na cvikeru. Raš je bio pribran. On mi je rekao: 'Ja neću ništa tajno ispovijedati. Moja ispovijest neka bude javna. Kao socijalist borio sam se za slobodu, za prava radnika, za bolje društveno uređenje. A u vojsci, vidjevši ovaj nepravedni osvajački rat, koji vode Njemačka i Austrija protiv Slavena, radio sam u pokretu mornara da se sruši Austrija i da joj se odmah nametne mir. Povod za to dali su mi naši časnici koji su nas zlostavljali i raskalašeno živjeli, dok smo mi gladovali, a ohrabrilo nas je na pobunu ono što se dogodilo u Rusiji. Tamo je granulo novo sunce koje će obasjati ne samo Slavene već sve narode svijeta i donijeti im mir i pravdu'. Prisutni su prihvatili izjavu Raša i povikali: 'Tako je!' Počeo sam tješiti osuđene mornare priznajući da oni idu na drugi svijet nevini, kao žrtve pale za jednu pravednu stvar. Na to mi je Šižgorić odgovorio: 'Uzalud nam vi govorite o drugom svijetu, kada mi mladi hoćemo živjeti na ovom svijetu i raditi za narod'. Antun Grabar je bio uznemiren. Žalio je napustiti drugove s kojima se borio. Žao mu je bilo žene i dvoje male djece koji su na njega mislili. On je od njih trebao napraviti nove ljude, borce za novo društvo, a nije uspio ni vidjeti ih. Mate Brničević je bio miran. On je bio iskusniji revolucionar i pobuna na brodu Gea, kojom je on rukovodio, najbolje je bila organizirana. 'Ja ne žalim', rekao je Mate, 'što sam sudjelovao u pobuni. Ja ne žalim što sam osuđen na smrt, jer smatram da će naša smrt donijeti bolji život našem narodu'. U sedam sati mornari su već bili izvedeni na stratište na livadi ispod gradskog groblja u Škaljarima. Raš nije dozvolio da mu vežu oči. Strijeljanja su izvršila osam vojnika Mađara, pod zapovjedništvom jednog kapetana, također Mađara. Šižgorić je gledao osam strijelaca i rekao im: “Zar vi, vojnici, za čiji smo se bolji život borili, hoćete da nas strijeljate?”. Na to je jedan od vojnika, koji su trebali pucati, pao u nesvijest. Prva naredba nije izvršena dok se onesvješteni nije zamijenio drugim. Zapovjednik je dao znak sabljom za pucanje, ali vojnici nisu htjeli pucati. Zapovjednik je dao treći put znak za paljbu. Neposredno prije paljbe Raš je uzviknuo: ‘Vi pucate u pravdu. Živjela sloboda!’ Trojica mornara su pala mrtva poslije prvog plotuna, a Grabar je bio ranjen. Na to su, po naredbi, pripucala dva vojnika i dotukla ga".

## Ostavština
Na njegovoj rodnoj kući u Poreču spomen-ploču, postavili su mu najprije fašisti, a 1945. komunističke vlasti.